# Claude Ryf
Claude Ryf, né le 18 mars 1957 à Lausanne, est un joueur et entraîneur de football suisse. Il évoluait au poste d'arrière latéral gauche ou droite.
Issu du mouvement Junior du FC Renens ; joueur amateur en 2e et 1re ligue avec ce club (1975-1978). Il a connu sa première sélection en équipe nationale (1986 Suisse-Allemagne 0-1) à l'âge de 29 ans en tant que joueur de Neuchâtel Xamax. Arrêt sur blessure en 1991 après 2 opérations du tendon rotulien. Consultant occasionnel à la Télévision suisse romande depuis 1993 à 2017. Consultant football à Blue Sport de 2017 à 2022.

## Biographie

### En club
De 1978-1985, il a joué durant 7 ans au Lausanne-Sport puis de 1985-1990, durant 5 ans à Neuchâtel Xamax.
Il a disputé 13 matchs internationaux avec l'équipe de Suisse.

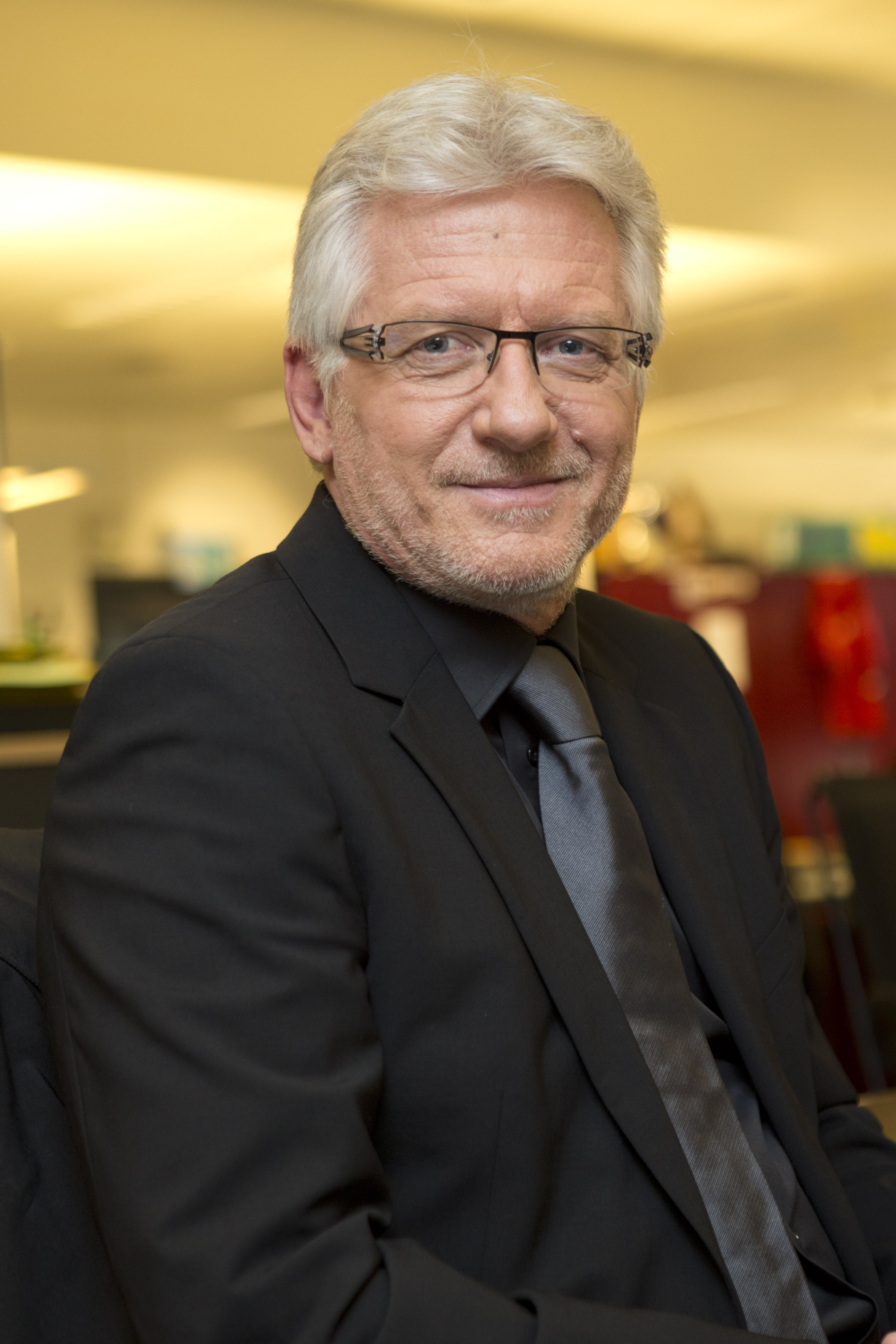
Claude Ryf - 2015

### En sélection
- 13 sélections en équipe de Suisse[1].

## Parcours de joueur
- 1978-1985 :  Lausanne-Sport 236 matchs LNA / 8 buts
- 1985-1990 :  Neuchâtel Xamax FC 142 matchs LNA / 13 buts

## Palmarès
- 2 titres de champion de Suisse en 1987, 1988 (Neuchâtel Xamax)
- Vainqueur de la Coupe de Suisse en 1981 (Lausanne-Sports)
- 20 matchs de Coupe d'Europe / 2 buts

## Parcours d'entraîneur
- 1991 - 1992 Neuchâtel-Xamax U21
- 1992 - 1995 Étoile-Carouge (LNB)
- 1995 - 1996 Yverdon-Sports (LNB)
- 1997 - 1998 Baden (LNB)
- 1998 - 1999 Young-Boys (LNA)
- 1999 - 2001 Wil (LNB)
- 2002 - 2004 Neuchâtel-Xamax (LNA)
- 2004 - 2017 Équipes nationales Suisse U-18, U-19 et U-20
- 2017 - 2019 Équipe nationale Suisse U-18
- 2004 - 2020  Expert du cours de Licence UEFA Pro Suisse
- 2022 - 2024  Entraîneur des défenseurs à Young Boys (Académie)
- 2024 - 2025  Coach Developper à Ne Xamax (Académie)
- 2025 - .....     Coach Developper au FC Sion (Académie)